# Two Medicine Store
Le Two Medicine Store est un chalet historique situé dans la région de Two Medicine dans le parc national de Glacier dans le Montana aux États-Unis.  Le chalet fut construit en 1914 par la société Glacier Park Company qui était une filiale immobilière du Great Northern Railway dans le but de loger les premiers touristes du parc. Au départ, le site était composé de plusieurs bâtiments construits dans un style rustique. Le logement des touristes se termina avec le début de la seconde guerre mondiale et les autres bâtiments furent intentionnellement brulés en 1956,. Aujourd’hui, il ne reste plus qu’un seul bâtiment qui permet aux campeurs d’acheter des marchandises. Le Two Medicine Store fait partie des Great Northern Railway Buildings, un district historique classé National Historic Landmark depuis 1987.